# The Coral Sea
The Coral Sea – dwupłytowy album Patti Smith i Kevina Shieldsa nagrany na żywo w Queen Elizabeth Hall w Londynie 22 czerwca 2005 (CD 1) i 12 września 2006 (CD 2).

## Lista utworów

### CD 1
1. "Part One" – 14:32
2. "Part Two" – 12:42
3. "Part Three" – 7:22
4. "Part Four" – 13:02
5. "Part Five" – 7:54
6. "Part Six" – 9:07

### CD 2
1. "Part One" – 11:00
2. "Part Two" – 13:38
3. "Part Three" – 14:25
4. "Part Four" – 15:40

## Skład
- Patti Smith – wokal
- Kevin Shields – gitara